# Yolanda Vargas Dulché
Pour les articles homonymes, voir Vargas.
Yolanda Vargas Dulché (née à Mexico le 18 juillet 1926 et décédée le 8 août 1999) est une écrivain et historietista mexicaine. Elle a créé la série Memín Pinguín et écrit des nouvelles et des scénarios de telenovelas.

## Liste de télénovélas
1. Alondra (1995)
2. El Pecado de Oyuki (1988)
3. Yesenia (1988)
4. Gabriel y Gabriela (1982)
5. Ladronzuela (1978)
6. ¿Quien? (1973)
7. El Amor de María Isabel (1970)
8. Encrucijada (1970)
9. Yeseni (1970)
10. Rubí 1968)
11. María Isabel (1968)
12. Ladronzuela (1949)
13. Zorina (1949)
14. Cinco rostros de mujer (1947)